# 나가토모 고이치로
나가토모 고이치로(일본어: 長友 耕一郎, 1982년 12월 7일 ~ )는 일본의 전 축구 선수이다.

## 구단 경력
과거 아비스파 후쿠오카에서 활동하였다.